# بهادون (شهر)
بهادون (بالبنجابية:ਭਾਦੋਂ) هو الشهر السادس حسب التقويم السيخي، ويتزامن ما بين 16 أغسطس و 14 سبتمبر من التقويم الغريغوري ومكون من 30 يوم.

## مناسبات الشهر
- 1 بهادون: بداية الشهر.
- 15 بهادون: اتمام كتاب جورو جرانث صاحب.
- 28 بهادون: إحدى معارك السيخ مع الانتداب البريطاني.